# Rivière Blanchard (Ohio)
Pour les articles homonymes, voir Blanchard.
La rivière Blanchard, (en anglais : Blanchard River), est une rivière des États-Unis longue de 166 kilomètres située dans l'État de l'Ohio.

## Géographie
Le cours d'eau prend son cours dans le Comté d'Auglaize. La rivière s'écoule vers le Nord jusqu'à la ville de Findlay (Ohio), puis bifurque vers l'ouest. Après un parcours de 166 kilomètres, elle se jette dans la rivière Maumee qui s'écoule jusqu'au lac Erié. La rivière s'écoule dans l'État de l'Ohio.

## Histoire
À l'époque de la Nouvelle-France, les explorateurs français et canadiens-français dénommèrent ce cours d'eau « Rivière Blanchard » en mémoire du premier colon français, Jean-Jacques Blanchard, installé près de cette rivière. Les tribus amérindiennes des Miamis et des Outaouais vivaient dans la région de ce cours d'eau. Ce lieu fut ravagé par la guerre amérindienne du Nord-Ouest, une guerre qui opposa les États-Unis et une confédération de plusieurs nations amérindiennes pour le contrôle du Territoire du Nord-Ouest. Elle fait suite à plusieurs siècles de conflits sur ce territoire, entre les tribus amérindiennes tout d'abord, puis entre les puissances européennes : France, Grande-Bretagne et leurs colonies.